# 택틱스 오거
《택틱스 오거》는 퀘스트가 제작한 1995년 전략 롤플레잉 게임이다. 《오거 배틀 사가》 시리즈의 두 번째 게임이자 《전설의 오거 배틀》의 후속작으로, 시리즈 '에피소드 7'에 해당하는 작품이다. 슈퍼 패미컴 플랫폼으로 먼저 발매됐으며, 이후 1996년 세가 새턴, 1997년 플레이스테이션 이식판이 출시됐다.
게임 제작기간은 약 2년 반으로, 《오거 배틀 사가》 제작자 마츠노 야스미가 디렉터, 작가 및 대표 디자이너를 담당했다. 판타지 배경의 《전설의 오거 배틀》과는 대조적으로, 《택틱스 오거》는 유고슬라비아 전쟁을 포함한 현실 유럽과 아시아의 역사에서 영감받아 개인적 및 정치적 갈등을 다루는 것이 특징이다. 게임플레이는 《솔스티스》에서 영향을 받은 체스와 유사한 턴제 전투방식을 사용한다. 그 외 아트 디렉터는 미나가와 히로시, 캐릭터 디자인은 요시다 아키히코가 담당했으며, 음악은 사키모토 히토시와 이와타 마사하루가 공동으로 제작했다.
슈퍼 패미컴판은 일본에서 출시 당시 50만 장 이상의 판매량을 기록하며 호평을 받았다. 이후 이식판들 또한 게임플레이와 이야기면에서 큰 호응을 일으켜 높은 판매고를 올렸다. 플레이스테이션판의 경우 기술적 문제로 비판을 받았다. 《택틱스 오거》 제작완료 후 마츠노는 퀘스트에서 스퀘어(현 스퀘어 에닉스)로 이직해 《파이널 판타지 택틱스 (1997)》를 포함한 이발리스 세계관 게임들을 제작했다. 2010년, 스퀘어 에닉스가 개발한 플레이스테이션 포터블용 리메이크 《택틱스 오거: 리본》가 출시됐다.

## 반응
슈퍼 패미컴판의 경우 일본에서 50만 장 이상 판매됐다. 세가 새턴판은 1997년 2월까지 7만 장 이상이 판매돼 그 달 해당 콘솔의 최다판매 게임 순위권에 진입했다.

## 참조

### 내용주
1. ↑  영어: Tactics Ogre: Let Us Cling Together, 일본어: タクティクスオウガ